# Pulau Arguni
Pulau Arguni är en ö i Indonesien.   Den ligger i provinsen Papua Barat, i den östra delen av landet, 2 900 km öster om huvudstaden Jakarta. Arean är 3,9 kvadratkilometer.
Terrängen på Pulau Arguni är platt. Öns högsta punkt är 111 meter över havet. Den sträcker sig 1,7 kilometer i nord-sydlig riktning, och 4,3 kilometer i öst-västlig riktning.